# Clendinning Range
Clendinning Range är ett berg i Kanada.   Det ligger i provinsen British Columbia, i den sydvästra delen av landet, 3 600 km väster om huvudstaden Ottawa. Toppen på Clendinning Range är 2 225 meter över havet.
Terrängen runt Clendinning Range är huvudsakligen bergig. Trakten runt Clendinning Range är nära nog obefolkad, med mindre än två invånare per kvadratkilometer.. Det finns inga samhällen i närheten. 
Trakten runt Clendinning Range är permanent täckt av is och snö.